# Los vaqueros: wild wild mixes
A Los vaqueros: wild wild mixes  a Puerto Ricó-i reggaetón duó, Wisin & Yandel Los vaqueros albumának remix változata.

## Az album
Az album 21 számból áll, tartalmazza a két újabb változatát Yo te quiero számnak. Közreműködő előadók között szerepel Don Omar, Yomo, Héctor "El Father", Elephant Man, Ken-Y és Luis Fonsi. Az albumon nem szerepel El Tío, mivel ő időközben elhagyta a WY Records kiadót.

## Számlista
| #   | Cím                  | Előadó(k)                                    | Hossz |
| --- | -------------------- | -------------------------------------------- | ----- |
| 1.  | Intro                | Wisin & Yandel featuring: Don Omar           | 1:01  |
| 2.  | La pared             | Wisin & Yandel featuring: Don Omar & Gadiel  | 4:10  |
| 3.  | Bien sudao'          | Tony Dize                                    | 2:48  |
| 4.  | Perdido              | Jayko featuring: Yandel                      | 4:20  |
| 5.  | Un viaje (remix)     | Gadiel featuring: Wisin & Yandel             | 3:12  |
| 6.  | Encaje               | Franco "El Gorila"                           | 2:40  |
| 7.  | Nadie como tú        | Wisin & Yandel featuring: Don Omar           | 3:44  |
| 8.  | Acomódate            | Tony Dize                                    | 2:47  |
| 9.  | Pegao (remix)        | Wisin & Yandel featuring: Elephant Man       | 3:53  |
| 10. | Dame un kiss (remix) | Franco "El Gorila" featuring: Yomo           | 3:06  |
| 11. | Persona a persona    | Jayko                                        | 4:55  |
| 12. | Fue w.               | Wisin                                        | 3:30  |
| 13. | Envuélvete           | Tony Dize                                    | 3:17  |
| 14. | Yo te quiero (remix) | Wisin & Yandel featuring: Luis Fonsi         | 3:35  |
| 15. | Eléctrica            | Wisin & Yandel featuring: Gadiel             | 3:29  |
| 16. | Atrévete             | Wisin & Yandel featuring: Franco "El Gorila" | 3:56  |
| 17. | Quizás (remix)       | Tony Dize featuring: Ken-Y                   | 4:00  |
| 18. | El teléfono          | Wisin & Yandel featuring: Héctor "El Father" | 3:57  |
| 19. | Pegao                | Wisin & Yandel                               | 3:53  |
| 20. | Yo te quiero (r&b)   | Jayko featuring: Wisin                       | 3:21  |
| 21. | Yo te quiero         | Wisin & Yandel                               | 3:28  |